# 佐々木龍 (競輪選手)
佐々木 龍（ささき りゅう、1990年10月31日 - ）は、日本の競輪選手、自転車競技選手。神奈川県横浜市出身。日本競輪学校第109期卒業。日本競輪選手会神奈川支部所属。師匠は実父の佐々木龍也。また弟の眞也（しんや）、和紀（かずき）がともに日本競輪学校（現・日本競輪選手養成所）第117期入学試験に合格し、2020年5月に競輪選手としてデビューした。

## 戦績
横浜高等学校在校時、2008年の全国高等学校総合体育大会自転車競技大会（大宮競輪場）・3kmインディヴィデュアル・パーシュート（3km個人追い抜き）で優勝している。
2009年に早稲田大学スポーツ科学部へ進学し、第29回アジア自転車競技選手権大会のオムニアムで3位となる。
2010年には第30回アジア自転車競技選手権大会のマディソンで元砂勇雪とペアを組み3位。またACCトラックアジアカップ（函館競輪場）ではオムニアムで優勝する。
2011年には第31回アジア自転車競技選手権大会の団体追抜で3位となった。
その後、大学卒業後に日本競輪学校へ入学することを目指したが、中距離向きの脚質だったことから2回不合格となった。しかし豊岡弘の紹介により長崎県立鹿町工業高等学校の職員として自転車競技を続け、109期の試験に合格し日本競輪学校へ入学した。在校成績は12勝の6位で卒業し、2016年7月11日に取手競輪場でデビュー。翌日に初勝利を挙げ、翌々日にはA級チャレンジ決勝で優勝した。